# Micropora variperforata
Micropora variperforata är en mossdjursart som beskrevs av Campbell Easter Waters 1887. Micropora variperforata ingår i släktet Micropora och familjen Microporidae. Inga underarter finns listade i Catalogue of Life.